# Eugenia Bonetti
Pour les articles homonymes, voir Bonetti.
Sœur Eugenia Bonetti, née en 1939 à Bubbiano, est une religieuse italienne de l'ordre de la Consolata. Elle est connue pour son action humanitaire en faveur des femmes exploitées sexuellement.

## Biographie
Eugenia Bonetti naît en 1939 dans une famille nombreuse de la province de Milan : elle est la dernière de cinq filles et un garçon.

## Action caritative
À partir de 1991, elle rentre en Italie et travaille pour Caritas, dans les centres d'écoute et d'accueil, notamment auprès des femmes nigérianes victimes des réseaux de proxénétisme. À partir de 2000, elle travaille au sein du bureau « traite des femmes et des mineures » de l’Union des supérieures majeures d’Italie.
Elle est également présidente de l'association Slaves no more.

## Reconnaissance
En 2004, le National Underground Railroad Freedom Center (en) lui décerne le Trafficking in Persons Hero Award
Le 9 mars 2007, elle reçoit le Prix international de la femme de courage, et le 16 octobre 2013, le Prix du citoyen européen pour son action contre la traite des êtres humains,.
En 2019, le pape François lui demande d'écrire les méditations lues durant le chemin de croix du Vendredi saint qui se déroule au Colisée,.
En décembre 2024, elle figure sur la liste BBC 100 Women 2024.